# Euphyia swetti
Euphyia swetti là một loài bướm đêm trong họ Geometridae.